# Mya baxteri
Mya baxteri is een tweekleppigensoort uit de familie van de Myidae. De wetenschappelijke naam van de soort is voor het eerst geldig gepubliceerd in 1997 door Coan & Scott.